# Родники (селище от градски тип)
Родники (на руски: Родники) е селище от градски тип в Раменски район, Московска област, Русия. Населението му през 2017 година е 5205 души.

## География

### разположение
Родники е разположено в централната част на Европейска Русия.

### Климат
Климатът на Родники е умереноконтинентален (Dfb по Кьопен) с горещо и сравнително влажно лято и дълга студена зима.

## Примечания
1. ↑  ((ru)) Численность населения Российской Федерации по муниципальным образованиям на 1 января 2017 года